# Bigo (Genova)

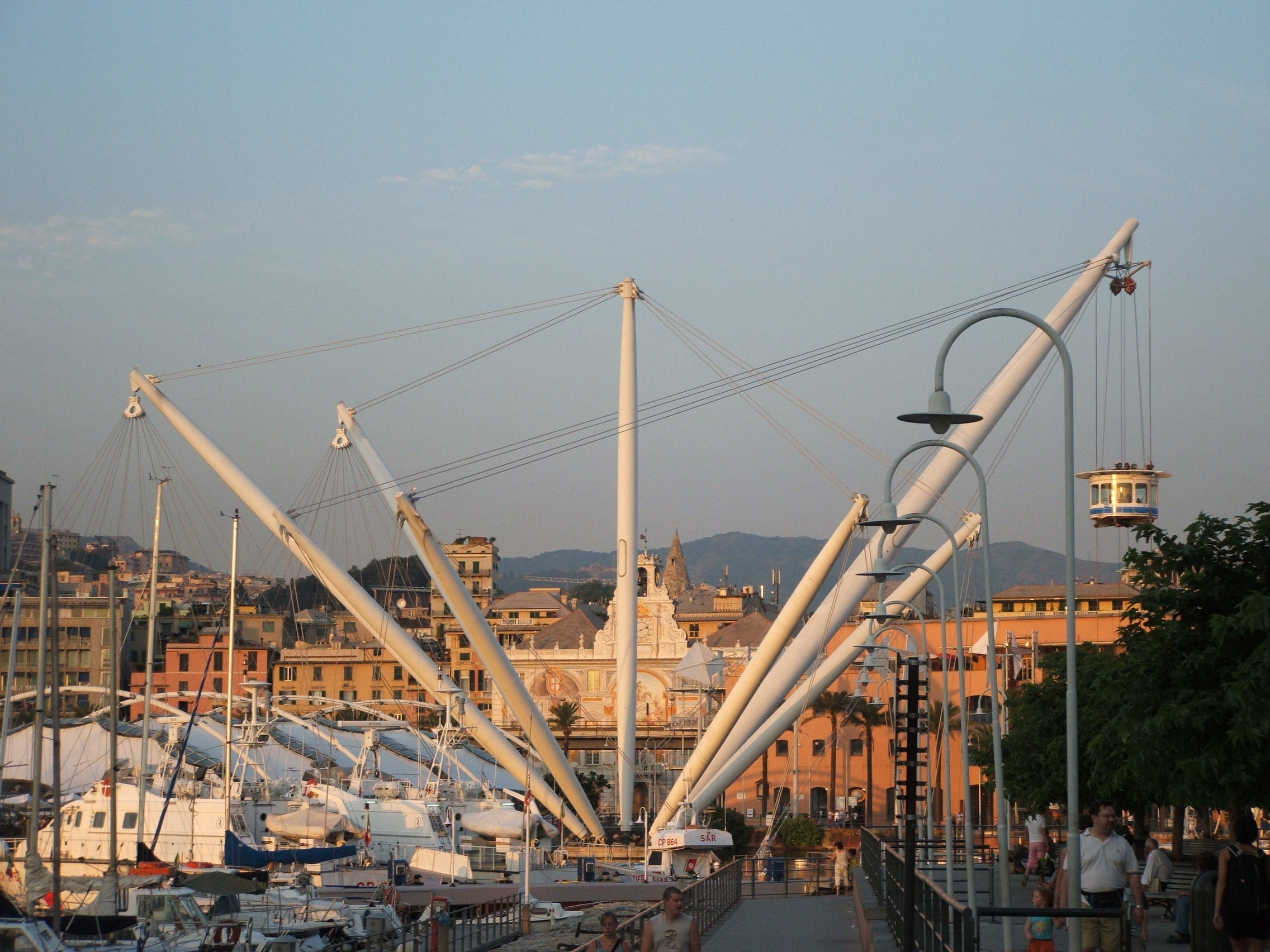
Il Bigo

Il Bigo è una struttura architettonica presente nel Porto antico di Genova.

## Descrizione
Progettata da Renzo Piano per le Colombiadi del 1992, il nome e il design si ispirano al bigo, ovvero la gru usata per il carico e lo scarico in ambiente navale.

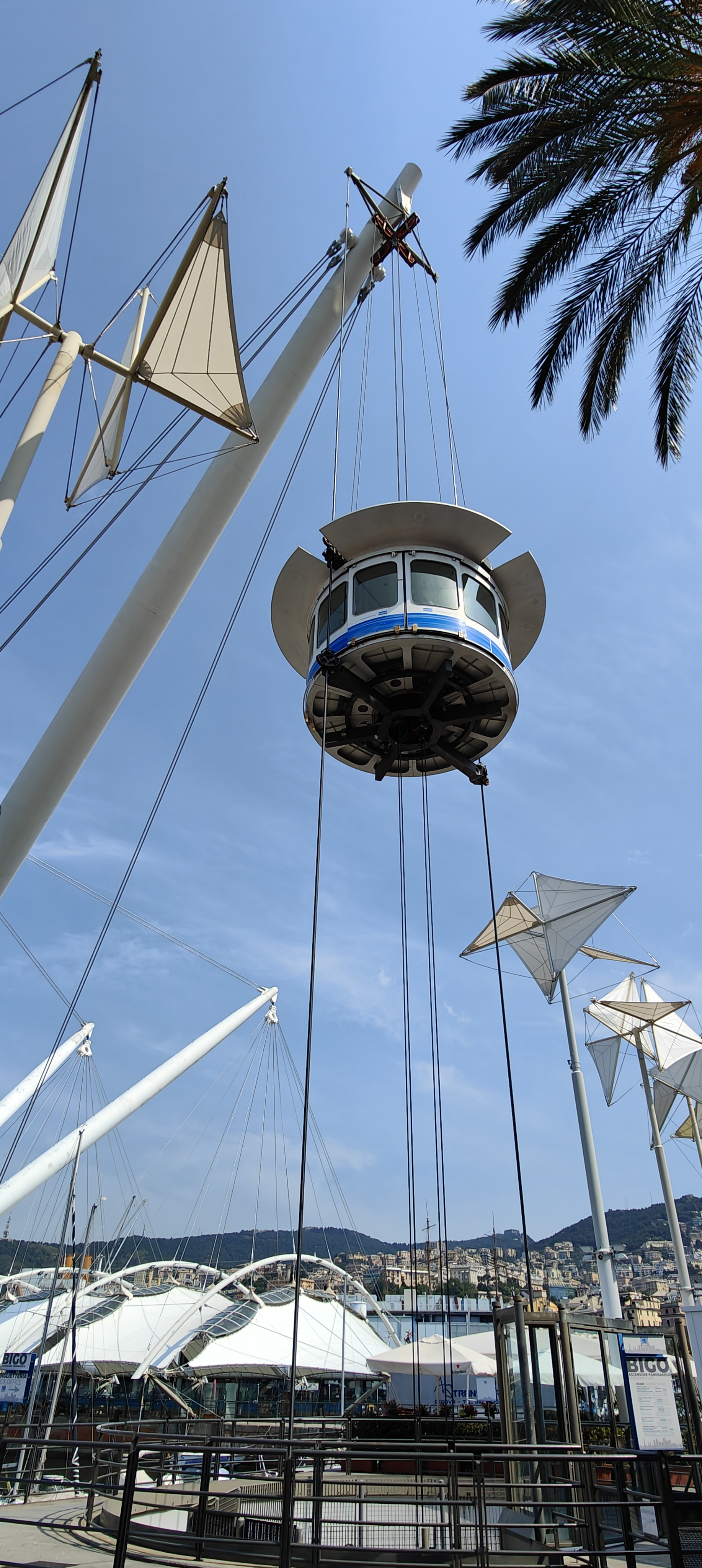
L'ascensore che sale a 40 metri di altezza. Da notare anche i bracci che sostengono il tendone

Il Bigo possiede, oltre a una funzione di immagine, anche una funzione strutturale (sostenere il tendone della piazza delle feste lì vicino) e una turistica: possiede infatti un ascensore panoramico che sale fino a 40 m di altezza e ruota a 360 gradi; al suo interno, la vista della città di Genova è guidata, con sottofondo musicale, tramite pannelli scritti e voce guida in diverse lingue che indicano i palazzi e le strutture degne di nota. Quando è attivo, l'ascensore parte da terra ogni 10 minuti.
Le strutture del Bigo furono affidate alla Ove Arup & Partners e vennero calcolate da Peter Rice. Quest'ultimo aveva già partecipato al progetto dell'Opera House di Sydney ed era stato nel 1976 capoprogetto nel Centre Pompidou di Parigi.